# Flagellater
Flagellater er eukaryote celler, der bevæger sig ved hjælp af en eller flere pisketråde (eller flageller, deraf navnet). Visse dyreceller kan være flagellater, for eksempel sædceller.
Mange protister er ligeledes flagellater som f.eks. choanoflagellater(kraveflagellater) og Dinoflagellater(furealger).
| Naturvidenskab | Spire Denne naturvidenskabsartikel er en spire som bør udbygges. Du er velkommen til at hjælpe Wikipedia ved at udvide den. |